# Fluocerite-(Ce)
La fluocerite-(Ce) (simbolo IMA: Fcrt-Ce) è un minerale della famiglia degli "alogenuri" con composizione chimica CeF3. Da un punto di vista chimico è trifluoruro di cerio.
Il minerale è l'analogo del cerio della fluocerite-(La) (dominata dal lantanio) e della waimirite-(Y) (dominata dall'ittrio).

## Etimologia e storia
Inizialmente chiamata fluocerite, nome che ha mantenuto fino al 1987, la fluocerite-(Ce) deve il suo nome alla propria composizione: fluoro, cerio più il suffisso Ce a indicare la terra rara dominante nel minerale (in questo caso, il cerio).

## Classificazione
La classica nona edizione della sistematica dei minerali di Strunz, aggiornata dall'Associazione Mineralogica Internazionale (IMA) fino al 2009, elenca la fluocerite-(Ce) nella classe "3. Alogeni" e da lì nella sottoclasse "3.A Alogeni semplici, senza H2O"; questa viene ulteriormente suddivisa in base al rapporto metallo:alogeno, in modo tale che la fluocerite-(Ce) possa essere trovata nella sezione "3.AC M:X = 1:3" dove insieme a fluocerite-(La) forma il sistema nº 3.AC.15.
Tale classificazione viene mantenuta invariata anche nell'edizione successiva, proseguita dal database "mindat.org" e chiamata Classificazione Strunz-mindat.
Anche nella Sistematica dei lapis (Lapis-Systematik) di Stefan Weiß la fluocerite-(Ce) viene elencata nella classe degli "alogenuri (fluoruri, cloruri, bromuri, ioduri)"; qui è nella sottoclasse degli "alogenuri semplici" dove il minerale si trova nella sezione "anidro, metallo : alogeno = 1:2, 1:3" con il numero di sistema III/A.10 insieme a fluocerite-(La) e waimirite-(Y).
Pure nella classificazione dei minerali secondo Dana, usata principalmente nel mondo anglosassone, la fluocerite-(Ce) si trova nella classe degli "alogenuri" e nella sottoclasse degli "alogenuri anidri e idrati", dove forma il sistema nº 09.03.04 insieme a fluocerite-(La).

## Abito cristallino
La fluocerite-(Ce) cristallizza nel sistema trigonale con il gruppo spaziale P3c1 (gruppo nº 165) con le costanti di reticolo a = 7,131 Å e c = 7,286 Å, oltre ad avere 6 unità di formula per cella unitaria.

## Origine e giacitura
La fluocerite-(Ce) non è un minerale molto comune. In Italia è stata trovata solo a Cuasso al Monte (Lombardia). Altri siti, solo per citarne alcuni, sono: la miniera di "Clara" presso Oberwolfach, la cava di "Birkenkopf" presso Hünfelden e la miniera di stagno di Altenberg (tutti in Germania); Pruines (Francia); alcune regioni della Norvegia (Telemark, Agder e Nordland); São Miguel (Portogallo).
Fuori dall'Europa ci sono stati ritrovamenti nei territori di Chabarovsk e della Transbajkalia (Russia); a Nasarawa (Nigeria); nella regione degli Erongo (Namibia); nel governatorato del Mar Rosso (Egitto); nelle municipalità locali di Modimolle-Mookgophong e di Kai !Garib (Sudafrica); nelle contee statunitensi di Clear Creek, di Jefferson e di Teller (tutte in Colorado), contea di Grafton (New Hampshire) e contea di San Bernardino (California).

## Forma in cui si presenta in natura
La fluocerite-(Ce) si presenta in aggregati massicci o grossolanamente granulari. Il minerale possiede cristalli trasparenti o traslucidi con lucentezza vitrea, resinosa oppure perlacea. Il colore è giallo chiaro, ma può scurirsi fino a diventare giallo o rosso-marrone; è incolore o rosa pallido in luce trasmessa, mentre il colore del suo striscio è bianco-sporco.